# سیارک ۲۵۸۳۶
سیارک ۲۵۸۳۶ (به انگلیسی: 25836 Harishvemuri، نامگذاری:2000ER29)۲۵۸۳۶مین سیارک کشف شده‌است که در ۰۵ مارس ۲۰۰۰ کشف شد.